# Ломтатидзе, Кетеван Виссарионовна
Кетеван Виссарионовна Ломтатидзе (груз. ქეთევან ბესარიონის ასული ლომთათიძე, 1911, Хидистави — 2007) — грузинский филолог-кавказовед, специалист по картвелистике и абхазоведению, первая грузинская женщина, ставшая доктором наук. Академик АН Грузинской ССР (1979).

## Биография
В 1931 году окончила филологический факультет Тбилисского государственного университета.
В 1937 году защитила диссертацию «К образованию основных времен в абхазском языке» на соискание учёной степени кандидата филологических наук, а в 1945 году после защиты диссертации «Тапантский диалект абхазского языка» ей была присуждена учёная степень доктора филологических наук.
Сотрудничала в Институте языкознания (1953—1963), преподавала в Тбилисском университете (кавказские языки), профессор. С 1953 по 1963 и с 1975 по 1987 — директор Института языкознания.
В 1955 году избрана членом-корреспондентом Академии Наук Грузинской ССР, а в 1979 году — действительным членом.